# 卡加道乡
卡加道乡，是中华人民共和国甘肃省甘南藏族自治州合作市下辖的一个乡镇级行政单位。

## 行政区划
卡加道乡下辖以下地区：
其乃合村、木道村、日加村和土房村。